# بخشات یمانی
بخشات یمانی (به عربی: بخشة یمنی) یک منطقهٔ مسکونی در عربستان سعودی است که در استان جازان واقع شده‌است.